# PyLadies
PyLadies é um grupo de mulheres desenvolvedoras amantes da programação em Python. O primeiro grupo foi criado por sete mulheres em Los Angeles, Estados Unidos e logo se espalhou, tendo, atualmente, mais de 40 grupos ao redor do mundo.

## PyLadies Brasil
PyLadies foi trazida ao Brasil em 2014 com o propósito de instigar mais mulheres a entrarem na área tecnológica. PyLadies Brasil começou se organizando no Rio Grande do Norte, mas em 2016 a comunidade já estava organizada em mais de uma dezena de cidades no Brasil.
PyLadies Brasil mantém um site e uma lista de discussão nacional, além de participar de diversos eventos para incentivar as mulheres a aprender programação, como o Fórum Internacional Software Livre e a Campus Party Brasil. Também são organizados minicursos, treinamentos e workshops.

## Pyladies Conf

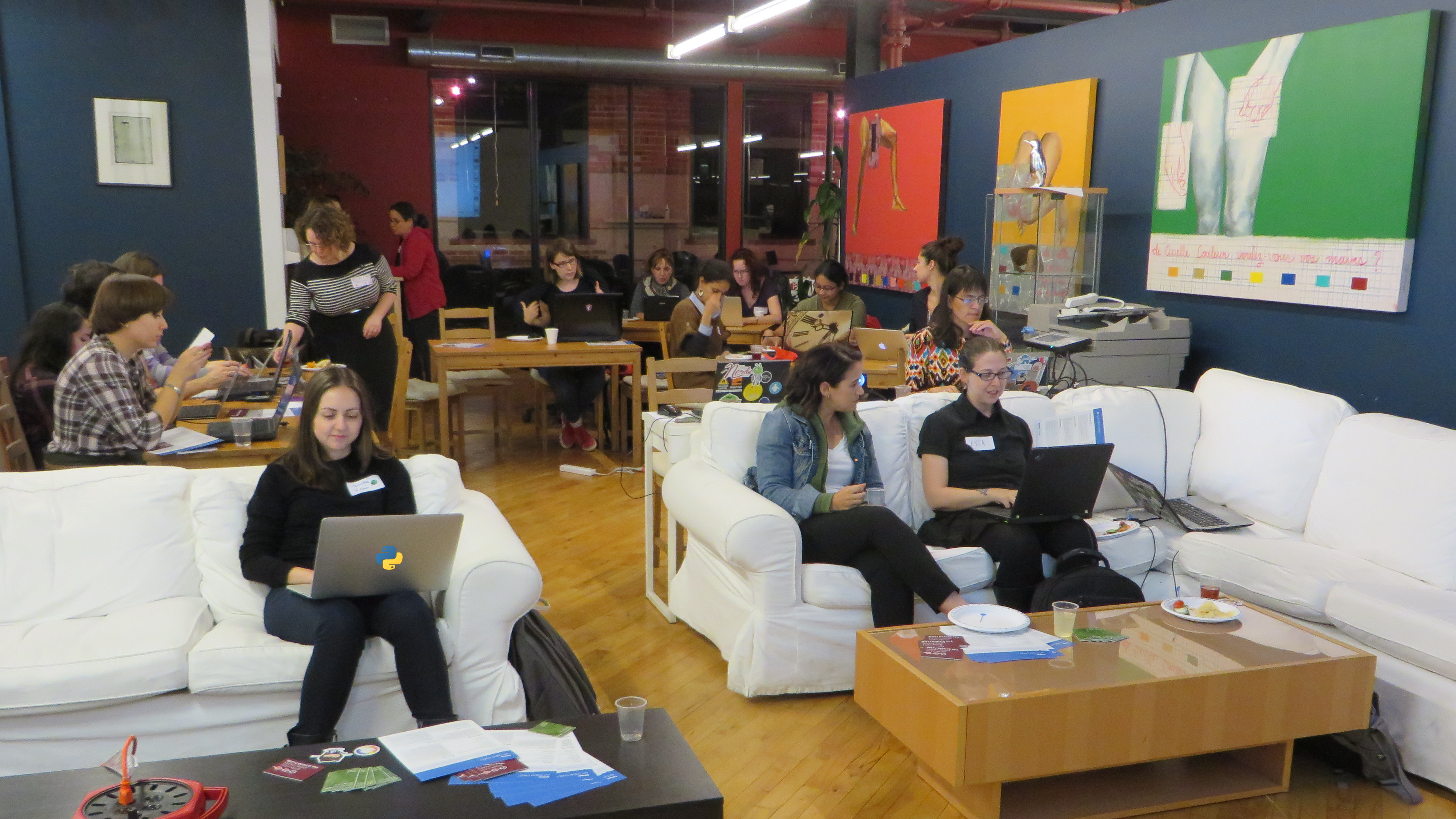
Pyladies de Montreal em 2015.

A PyLadies BR Conf é uma conferência de PyLadies para PyLadies, um evento 100% feito e palestrado por mulheres. A primeira Pyladies Conf aconteceu no dia 16 de Outubro de 2018 em Natal e a segunda edição aconteceu no dia 19 de Outubro de 2019 em São Paulo.